# Rubí (telenovel·la de 2004)
Rubí és una telenovel·la mexicana produïda per José Alberto Castro per a Televisa en 2004. Està basada en una historieta homònima original de Yolanda Vargas Dulché.
Protagonitzada per Bárbara Mori al costat d'Eduardo Santamarina, Sebastián Rulli i Jacqueline Bracamontes, amb les actuacions antagòniques de Manuel Landeta i Carlos Cámara;; a més de les actuacions estel·lars de les primeres actrius Ana Martín, Josefina Echánove i Leonorilda Ochoa.
Fou emesa pel Canal de las Estrellas del 17 de maig al 22 d'octubre de 2004, substituint Apuesta por un amor. Univision va emetre Rubí del 20 de setembre de 2004 al 7 de març de 2005.

## Sinopsi
Rubí és una bella jove universitària que viu juntament amb la seva mare Doña Refugio i la seva germana Cristina en un pobre veïnatge. Venint d'una família humil, Rubí no deixa de lamentar el declivi econòmic que ha tingut la seva paupèrrima família a partir de la mort del seu pare, i Cristina és la sustentació de la llar. És per això que la jove dona s'obsessiona amb els diners, i sabent-se bella, decideix utilitzar la seva bellesa física com a millor arma per a atreure un home maco, ric i jove que la faci senyora d'una fortuna, prestigi i societat.
Rubí estudia en una universitat privada gràcies a mitja beca i l'ajuda de la seva germana Cristina, i és allí on coneix Maribel, una noia sensible, tímida i sincera que pateix una discapacitat a la seva cama dreta a causa d'un accident de la seva infància. Maribel és filla del milionari home de negocis anomenat Arturo De la Fuente. Ella li lliura la seva amistat a Rubí, sense saber que aquesta està enverinada per l'enveja i la gelosia.
Maribel coneix a un jove per internet anomenada Héctor Ferrer, un milionari i maco arquitecte que la mestressa amb sinceritat i a qui decideix conèixer en persona. Maribel, amb por al rebuig li hi ha ocultat la seva discapacitat i li demana a la seva incondicional amiga que el rebi una vegada arribant a la ciutat de Mèxic. Rubí sent curiositat per Héctor i coquetament el rep sense saber que aquest porta al seu millor amic de tota la vida l'acabat de titular en Ortopèdia, Alejandro Cárdenas. Ràpidament Rubí se sent atreta per Alejandro i amb el tracte se n'enamora perdudament, i Alejandro li correspon. Pel que sembla a Rubí la vida li somriu, té un nuvi maco, jove i ric, però realment és una falsa idea que s'ha fet, ja que aquest és ajudat econòmicament pel seu millor amic, a més de pertànyer a una família de classe mitjana i va acabar els seus estudis per mitjà de beques.
D'altra banda Héctor accepta amb amor la discapacitat de Maribel i malgrat alguns obstacles, estigui decideix demanar-li matrimoni. Maribel s'assabenta de la condició econòmica d'Alejandro i els seus esforços per tirar endavant i aquesta li comenta a Rubí el que s'ha dit pel seu pare i la seva admiració. No obstant això Rubí enmig de la seva confusió i el seu rebuig al jove metge per ser pobre, trenca la relació amb ell. Fidel al seu jurament i avarícia, li demana a Alejandro que s'allunyi d'ella, amb excusa que l'enganya, encara que en el fons tots dos saben la realitat: l'ambició de Rubí va poder més que l'amor.
És llavors que Rubí planeja la més vil de les traïcions. Mentre tots s'ocupaven de les meravelloses noces de Maribel i Héctor, Rubí aconsegueix que aquesta li aconsegueixi treball a l'oficina del seu promés, i és llavors que comença discretament a enamorar al jove arquitecte, fent-li creure que l'estima amb bogeria, embogint-lo amb la seva sensualitat i finalment aconseguint el seu propòsit. Héctor, que finalment cau a les xarxes de Rubí, fuig juntament amb ella a Cancun, deixant a Maribel plantada a l'altar. Aquí es casen i li compra joies, roba i una mansió. Però el cor de Rubí li retreu l'amor que sent per Alejandro. És per això que Doña Refugio decideix buscar a la seva filla ingrata, creient que per amor, Rubí és capaç de canviar. No obstant això com ella és rebutjada tant per la família d'Héctor i per Alejandro, comença a fer maldats entre elles deixant al descobert a Don Genaro, padrí d'Héctor, en saber-se que aquest té dues famílies i és bígam; també se sent ressentida per l'amor de Cayetano (ex xofer de Maribel) i Cristina. Al final fa que Cayetano vagi a la presó i comença a sortir amb un magnat anomenat Yago Pietrasanta. Cristina, que està embarassada, li dona la notícia a Doña Refugio. Aquesta, desesperada per ajudar a la seva filla, li demana a Rubí que tregui Cayetano de la presó, però s'assabenta del mal que ella li va fer a Cristina, i li diu a Rubí que se n'avergonyueix i mentre tracta de prendre el seu medicament per a la pressió mor. Finalment, Rubí convenç Héctor d'anar-se de viatge, per a tractar d'oblidar el que sent per Alejandro.
Al cap de tres anys, Rubí és infeliç i se li comença a caure la màscara d'esposa amorosa. Héctor comença a tenir una terrible gelosia, problemes econòmics i una estranya malaltia. D'altra banda, Alejandro es torna milionari i prestigiós com a metge; es casa amb Sonia, l'ex amant de Yago però mor en caure d'un pont de cristall enmig d'una discussió amb Rubí. Alejandro desitja oblidar la tragèdia viscuda amb la seva esposa i marxa a Ixtapa, on es troba casualment Rubí en una desfilada de Loreto, un dissenyador que aplaudeix les maldats de Rubí. Allí, Alejandro i Rubí es lliuren amb passió i al cap de dues setmanes, ella descobreix que està embarassada del seu etern amor. Héctor descobreix la infidelitat de la seva dona, i és llavors que Rubí esclata i li confessa que es va casar amb ell per interès i que mai ho va estimar. Héctor, boig de gelosia és consolat i controlat per Helena Navarro, qui és assistent del soci d'Héctor, el Comte d'Aragó. Alejandro, qui descobreix la veritable personalitat de Rubí i les seves mentides, ja no té el sentiment d'amor per aquesta i només pel fill que espera assegui compromís.
Maribel, després de l'abandó d'Héctor, sorgeix del dolor i es fa amiga d'Alejandro i descobreix que l'estima; Alejandro també s'enamora d'ella. Rubí perd al seu fill després de ser impactada al maluc per un cotxe al salvar la seva neboda Fernanda, però li fa creure a Alejandro que va perdre al seu fill per les agressions físiques d'Héctor, no obstant això aquest, decidit per mostrar la seva innocència es dirigeix a la clínica on ella va sofrir l'avortament i decideix buscar Alejandro amb el document que revela la veritat, però mor tràgicament en un accident automobilístic. Rubí, qui queda declarada hereva universal dels béns del seu marit, inverteix els seus diners a la borsa per consell del Comte d'Aragón, però aquesta perd valor i ella queda en la ruïna.
Alejandro, que gràcies a un certificat de la clínica descobreix com Rubí veritablement va perdre al seu fill, li reclama al seu apartament i li demana que s'allunyi d'ell. Ella, desesperada va darrera d'ell, però inesperadament rellisca d'un barana i cau de front sobre una taula de cristall. A causa d'això, queda amb diverses cicatrius queloidals al rostre i perd la seva cama dreta. Desfigurada i coixa, Rubí escapa de l'hospital i intenta sense èxit impedir el matrimoni entre Maribel i Alejandro, qui després de casar-se viuran junts a Nova York. Helena té un bebè preciós producte de l'amor entre ella i Héctor. Mentrestant, Rubí li deixa com a secret a Fernanda que elles es continuaran veient.
18 anys després, Fernanda ha crescut i és idèntica a Rubí. Rubí, que viu sola en una habitació a un veïnatge, s'assabenta que Maribel i Alejandro han tornat a Mèxic i li encarrega a la seva neboda Fernanda que enamori tant a Alejandro com al seu fill de manera que els dos s'enfrontin a mort per ella i d'aquesta manera destruir la família de Maribel.
Fernanda, qui decideix complir amb la venjança de la seva tia, es dirigeix a l'oficina d'Alejandro, i quan ell ingressa queda totalment sorprès i confós l'anomena "Rubí". Ella el saluda i sense revelar la seva identitat tanca la porta i el besa.

## Repartiment
- Bárbara Mori[6] - Rubí Pérez Ochoa / Fernanda Martínez Pérez
- Eduardo Santamarina[6] - Alejandro Cárdenas Ruiz
- Jacqueline Bracamontes[6] - Maribel de la Fuente Ortiz
- Sebastián Rulli[6] - Héctor Ferrer Garza
- Ana Martín - Refugio Ochoa Vda. de Pérez
- Yadhira Carrillo - Elena Navarro
- Miguel Pizarro - Loreto Echagüe
- Manuel Landeta - Lucio Montemayor "El Conde de Aragón"
- Antonio Medellín - Ignacio Cárdenas
- Ana Bertha Espín - Elisa de Duarte
- José Elías Moreno - Genaro Duarte
- Olivia Bucio - Carla Ruiz de Cárdenas
- Luis Gatica - Cayetano Martínez
- Leonorilda Ochoa - Dolores Herrera "Doña Lola"
- Roberto Vander - Arturo de la Fuente Rangel
- Ofelia Cano - Victoria Gallegos
- Paty Díaz - Cristina Pérez Ochoa
- Josefina Echánove - Francisca “Pancha” Muñoz
- Arlette Pacheco - Lilia López de Duarte
- Jan - Marco Rivera
- Marlene Favela - Sonia Chavarría
- Ingrid Martz - Lorena Treviño
- Sergio Goyri - Yago Pietrasanta
- Carlos Cámara - Dr. José Luis Bermúdez
- Lilia Aragón - Nora de Navarro
- Manuel "Flaco" Ibáñez - Onésimo Segundo Rabozo
- Gerardo Albarrán - Gabriel Almanza
- Adriana Roel - Hilda Méndez
- Lorena Velázquez - Mary
- Dolores Salomón "Bodokito" - Mariquita
- Sergio Argueta - Francisco "Paco" Gómez Gallegos
- Marco Méndez - Luis Duarte López
- Tania Vázquez - Sofía Cárdenas Ruiz
- Hugo Macías Macotela - Isidro Roldán
- Eduardo Rodríguez - Saúl Arce de la Borbolla
- Manuel Foyo - Ernesto Bermúdez
- Nicole Vale - Natalia Duarte
- Kristel Casteele - Fernanda Martínez Pérez (niña)
- José Antonio Ferral - Dr. Garduño
- Mariana Rountree - Ingrid Mendoza
- Liza Willert - Enfermera de Carla
- Amelia Zapata - Celia Fuentes
- Angeles Balvanera - Dora
- Odemaris Ruiz - Tania Huertas
- María Fernanda García - Valeria
- Roberto Sen - David Treviño
- Luz María Aguilar - Sra. Treviño
- Sergio Zaldívar - Gazcón
- Raúl Valerio - Dr. Mosques
- Sergio Jurado - Lic. Millán
- Roger Cudney - Howard Williams
- Claudia Benedetti - Lupe
- Jorge Flores - El mismo'
- Susana Diazayas - Carmen
- Alicia Fahr - Romina

## Premis y nominaciones

### Premis TVyNovelas 2005
| Categoria                    | Nominat(da)              | Resultat   |
| ---------------------------- | ------------------------ | ---------- |
| Millor telenovel·la          | José Alberto Castro      | Guanyador  |
| Millor actriu protagonista   | Bárbara Mori             | Guanyadora |
| Millor actor protagonista    | Eduardo Santamarina      | Guanyador  |
| Millor actor antagonista     | Manuel Landeta           | Nominat    |
| Millor actriz de repartiment | Ana Martín               | Guanyadora |
| Millor actor de repartiment  | Roberto Vander           | Nominat    |
| Millor tema musical          | "La descarada" per Reyli | Guanyador  |

### Premis Juventud
| Any  | Categoria                   | Televisió/Persona | Resultat   |
| ---- | --------------------------- | ----------------- | ---------- |
| 2005 | Chica que me quita el sueño | Rubí Bárbara Mori | Guanyadora |

### Premis TP d'Or 2010 (Espanya)
| Categoria           | Resultat |
| ------------------- | -------- |
| Millor telenovel·la | Nominada |

### TV Adicto Golden Awards
| Any  | Categoria                        | Nominats              | Resultat   |
| ---- | -------------------------------- | --------------------- | ---------- |
| 2010 | Millor Protagonista de la dècada | Bárbara Mori per Rubí | Guanyadora |

## Música
- La descarada interpretat per Reyli per la transmissió a Mèxic
- Mala mujer per Miguel Inzunza per l'emissión a Xile pel canal Megavision.
- Por que yo te amo interpretada per Sandro per l'emissió a l'Argentina.